# Sassonia-Altenburg
Sassonia-Altenburg fu uno dei ducati di Sassonia della linea ernestina, governato da un ramo della dinastia sassone dei Wettin. Altenburg fu uno stato parte del ducato sino al 1672, quando venne ereditato dal Duca di Sassonia-Gotha, che ne sposò l'erede. Rimase parte del patrimonio dei Sassonia-Gotha-Altenburg sino all'estinzione della casata nel 1825, quando Gotha e Altenburg vennero divisi, con Gotha affidato al Duca di Sassonia-Coburgo-Saalfeld e Altenburg al Duca di Sassonia-Hildburghausen, che offrì in cambio Hildburghausen al Duca di Sassonia-Meiningen. Questa famiglia resse il ducato sino alla caduta della monarchia nel 1918. Sassonia-Altenburg venne accorpato alla Turingia nel 1920.
La linea di Sassonia-Altenburg si estinse alla morte del principe Giorgio Maurizio di Sassonia-Altenburg nel 1991.

## Ripartizione amministrativa
Dopo le divisioni ereditarie del 1825 il ducato fu amministrativamente suddiviso nei due circondari di Altenburg e di Saal-Eisenberg.

## Duchi di Sassonia-Altenburg (primo periodo, 1603-1672)
| Ritratto | Nome                                   | Ducato    |
|          | Giovanni Filippo di Sassonia-Altenburg | 1603-1639 |
|          | Federico Guglielmo II                  | 1639-1669 |
|          | Federico Guglielmo III                 | 1669-1672 |
|          | Ernesto I                              | 1672-1675 |

## Duchi di Sassonia-Altenburg (secondo periodo, 1826-1918)
| Ritratto | Nome                                | Ducato    |
|          | Federico di Sassonia-Hildburghausen | 1826-1834 |
|          | Giuseppe di Sassonia-Altenburg      | 1834-1848 |
|          | Giorgio di Sassonia-Altenburg       | 1848-1853 |
|          | Ernesto I                           | 1853-1908 |
|          | Ernesto II                          | 1908-1918 |